# برنات سوريا
برنات سوريا هو طبيب وأستاذ جامعي وباحث وسياسي إسباني، ولد في 7 مايو 1951 في Carlet ‏ في إسبانيا. نشط حزبياً في الحزب الاشتراكي العمالي الإسباني. في الانتخابات العمومية الإسبانية 2008 ‏، انتخب عضو مجلس النواب الإسباني ‏ عن دائرة لقنت ‏ خلال فترته النيابية ‏ (24 مارس 2008 – 7 نوفمبر 2009) وانتخب وزير.